# دونالد هانكنسون
دونالد هانكنسون هو سياسي نيوزيلندي، ولد في 30 مايو 1832، وتوفي في 6 نوفمبر 1877. انتخب عضو مجلس النواب النيوزيلندي ‏.